# Jüterbog
Jüterbog település Németországban, azon belül Brandenburgban. Lakosainak száma 12 661 fő (2023. december 31.).

## Fekvése
Lutherstadttól északkeletre fekvő település.

## Története
Nevét 1007-ben említették először a  Thietmar-krónikában, majd másfél évvel később a krónikában szereplő Magdeburg érseke elfoglalta a települést.
1350 körül a középkorban Jüteborgnak már leprakórházát is említették. A leprások (Leprosorium) kápolnáját 1523-ban lebontották, 1711-ben pedig a kórházat is.
Az 1478-as nagy tűzvész után a város rekonstrukcióját a magdeburgi érsekek támogatták. Azonban az 1637-ben és 1639-ben bekövetkezett pestisjárvány és az ezt követő éhínség jelentős áldozatokat követelt. A lakosok száma 4 000-ről körülbelül 300-ra csökkent.
1648-ban a harmincéves háború idején Jüte Jüterbog sok más városhoz hasonlóan elesett. 1657-től Szászországhoz tartozott, 1746-ban Jüterbog a Saxe-Weissenfels hercegséghez tartozott.
A hétéves háború (1756-1763) ismét nyomorúságot okozott Jüterbognak. A házakba katonákat szállásoltak, a város elszegényedett. A bécsi kongresszus 1815-ben a Szász Királyság északi felét, beleértve Jüeterbogot is háborús jóvátételként átengedte Poroszországnak. 1870-ben a városban pusztító tűzvész  a Szentlélek téren elpusztította a Szent Szellem-kápolnát. 1820 és 1874 között a lakosság mintegy 6800-ra emelkedett.
A műemlékekben gazdag város egykori falai ma is jó állapotban állnak. Kapui közül három is épségben maradt. Értékes gótikus műemléke a Marienkloster, jellegzetes téglaoromzatával, valamint az 1300-ból való Városháza.
Jüteborgtól északra eső Zinna cisztercita kolostorát 1170-ben alapították. Az 1958-ban végzett restaurálási munkák során itt értékes freskók kerültek napvilágra. Az 1225-ből való kolostortemplom, a régi és az új apátság ugyancsak értékes műemlékek.

## Galéria

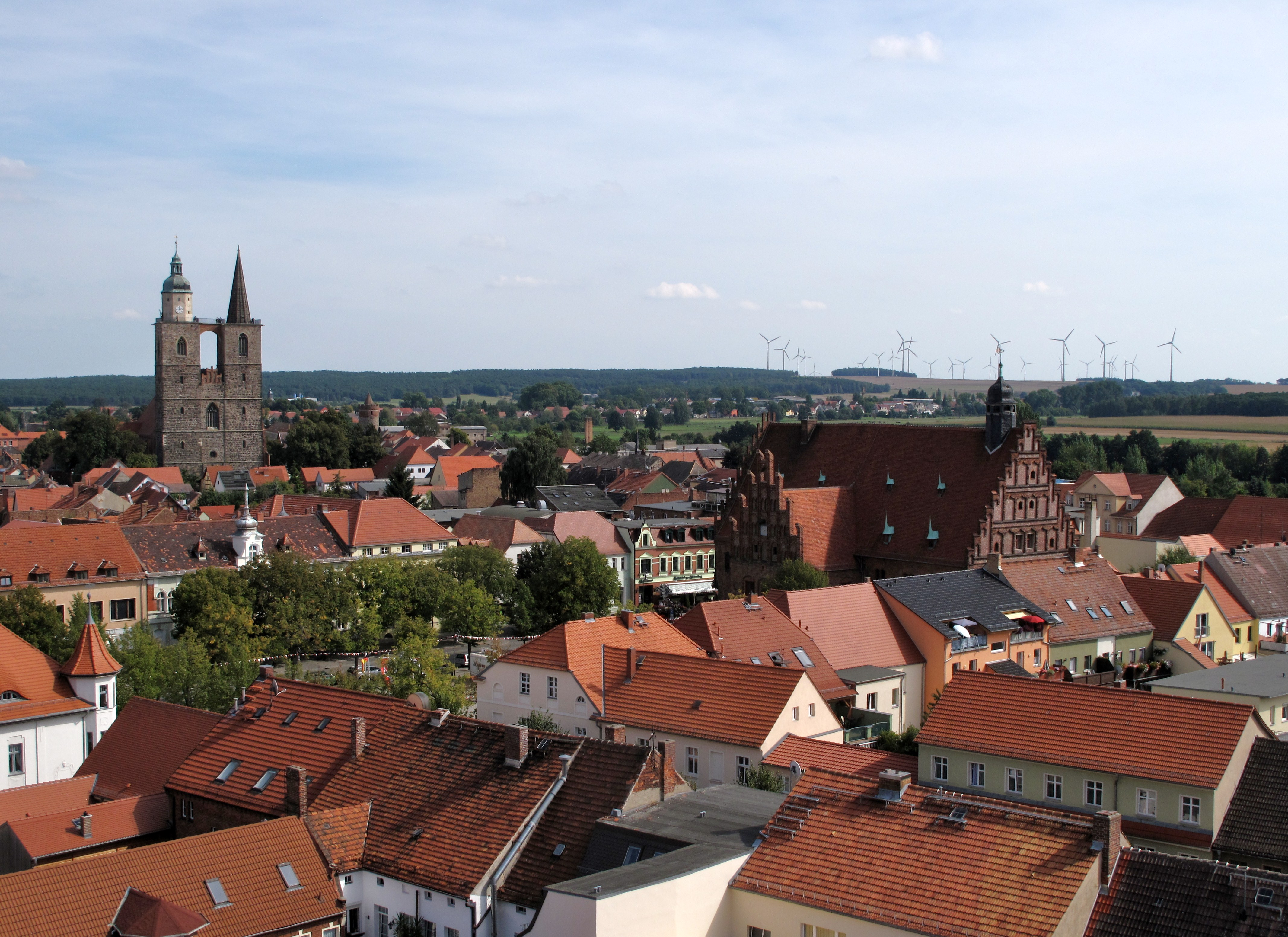
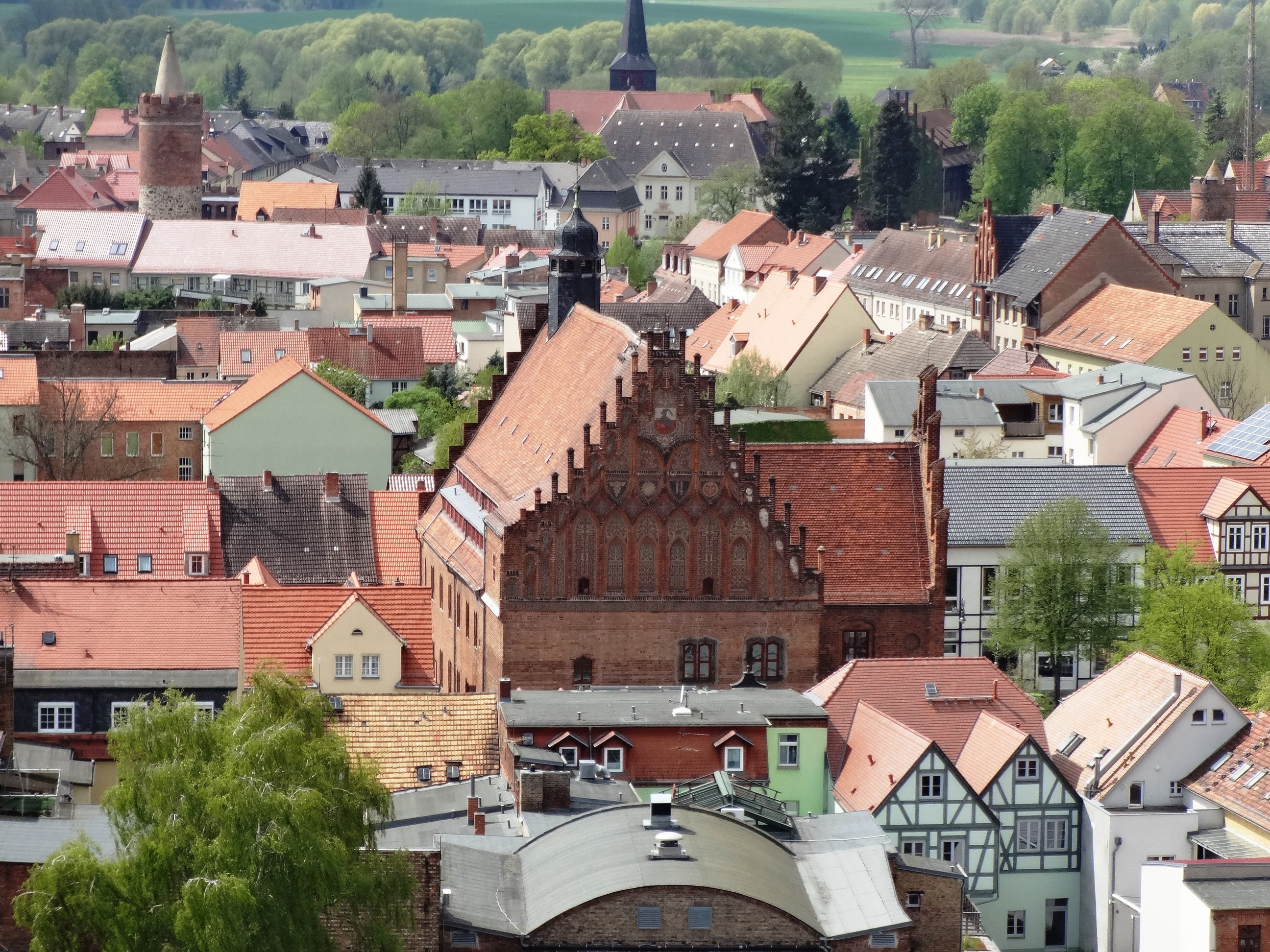
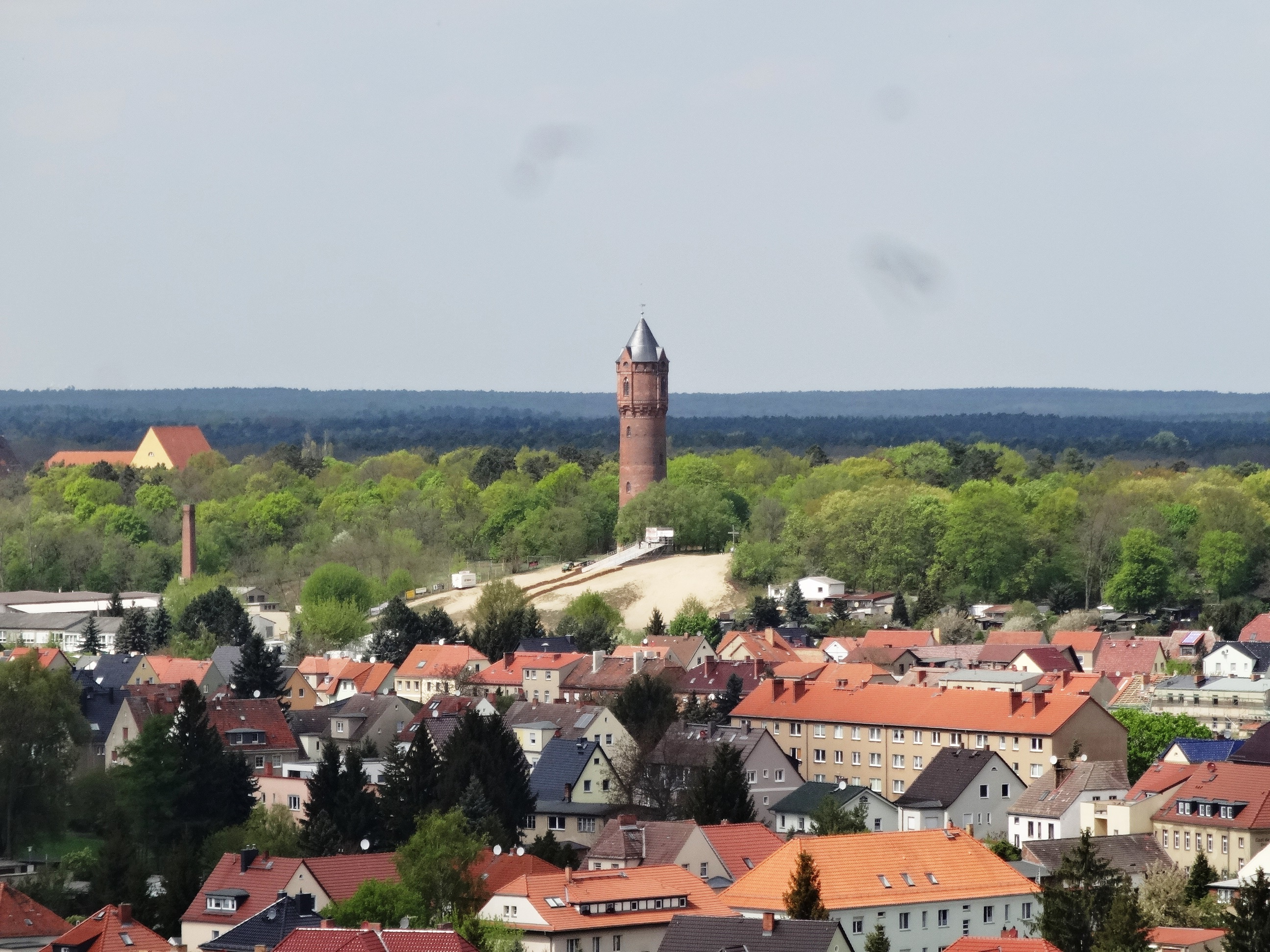
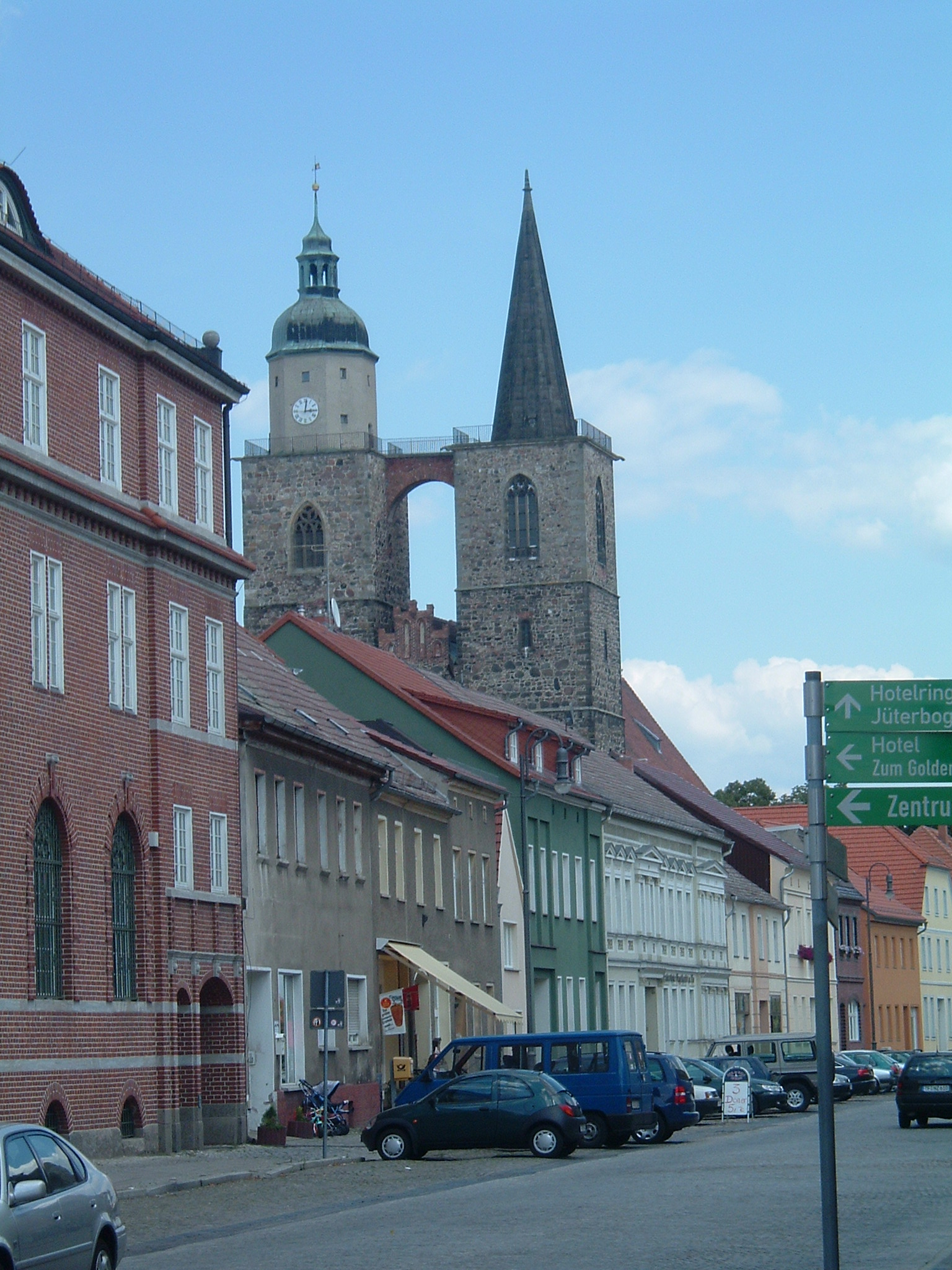
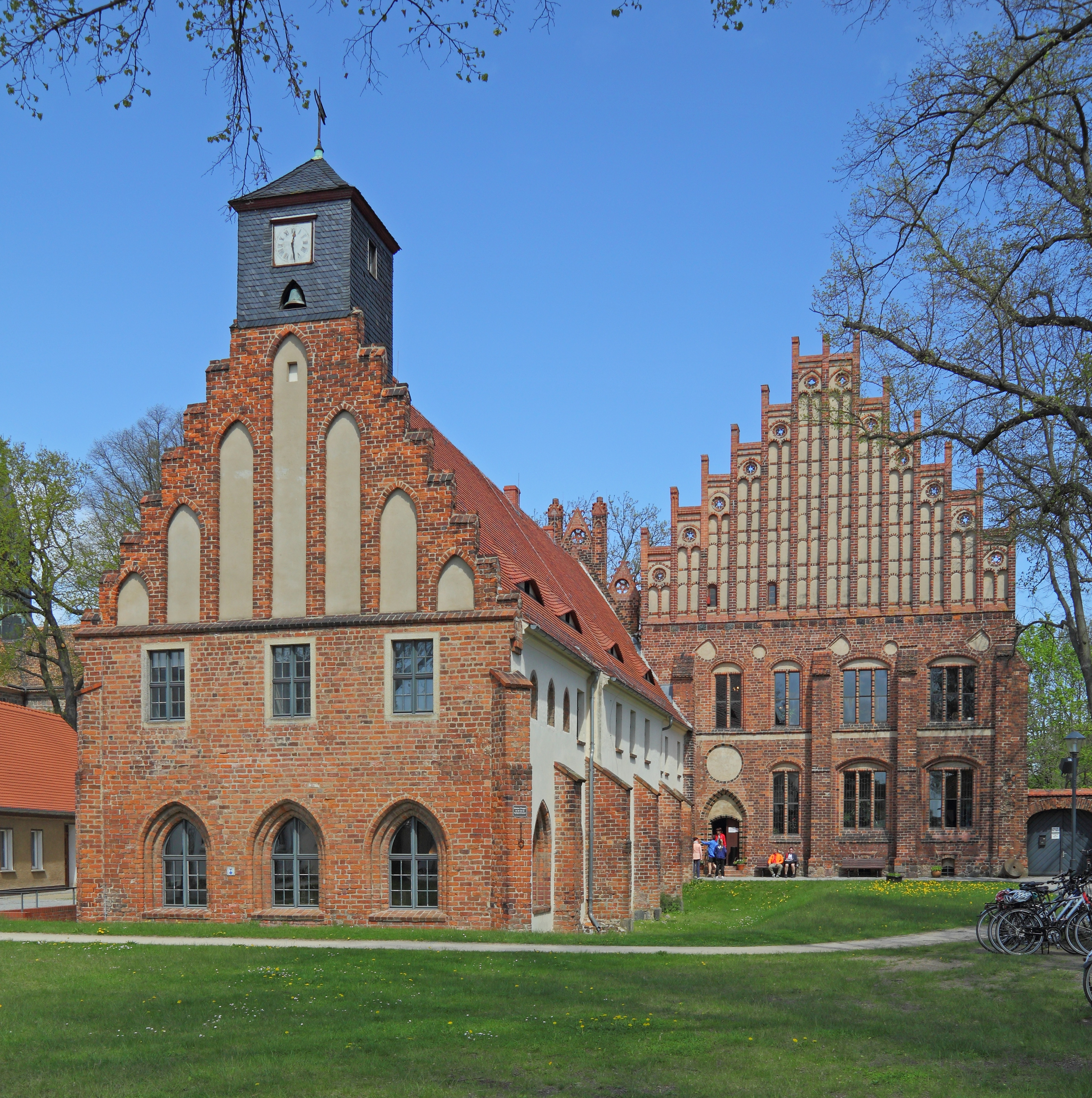
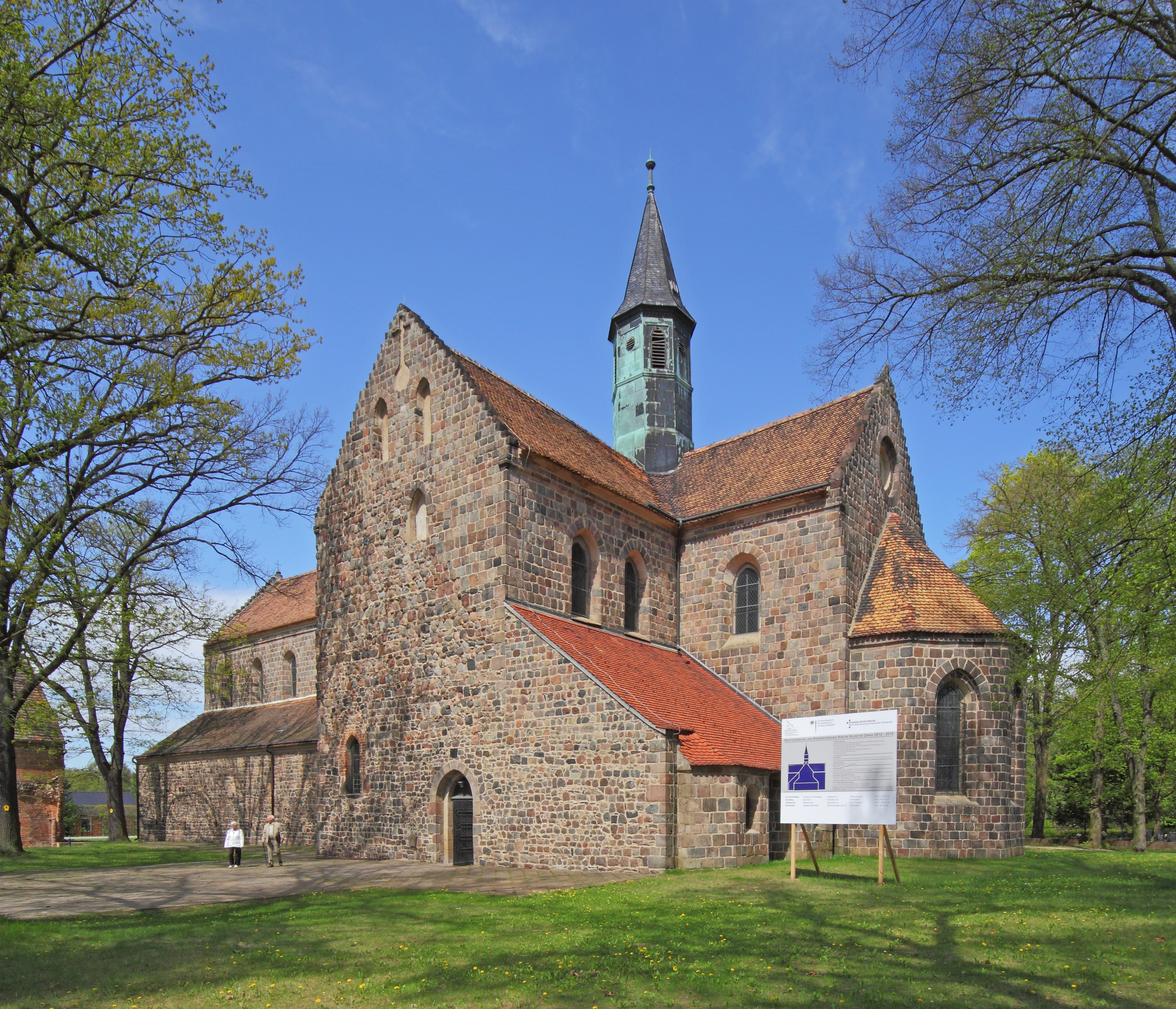
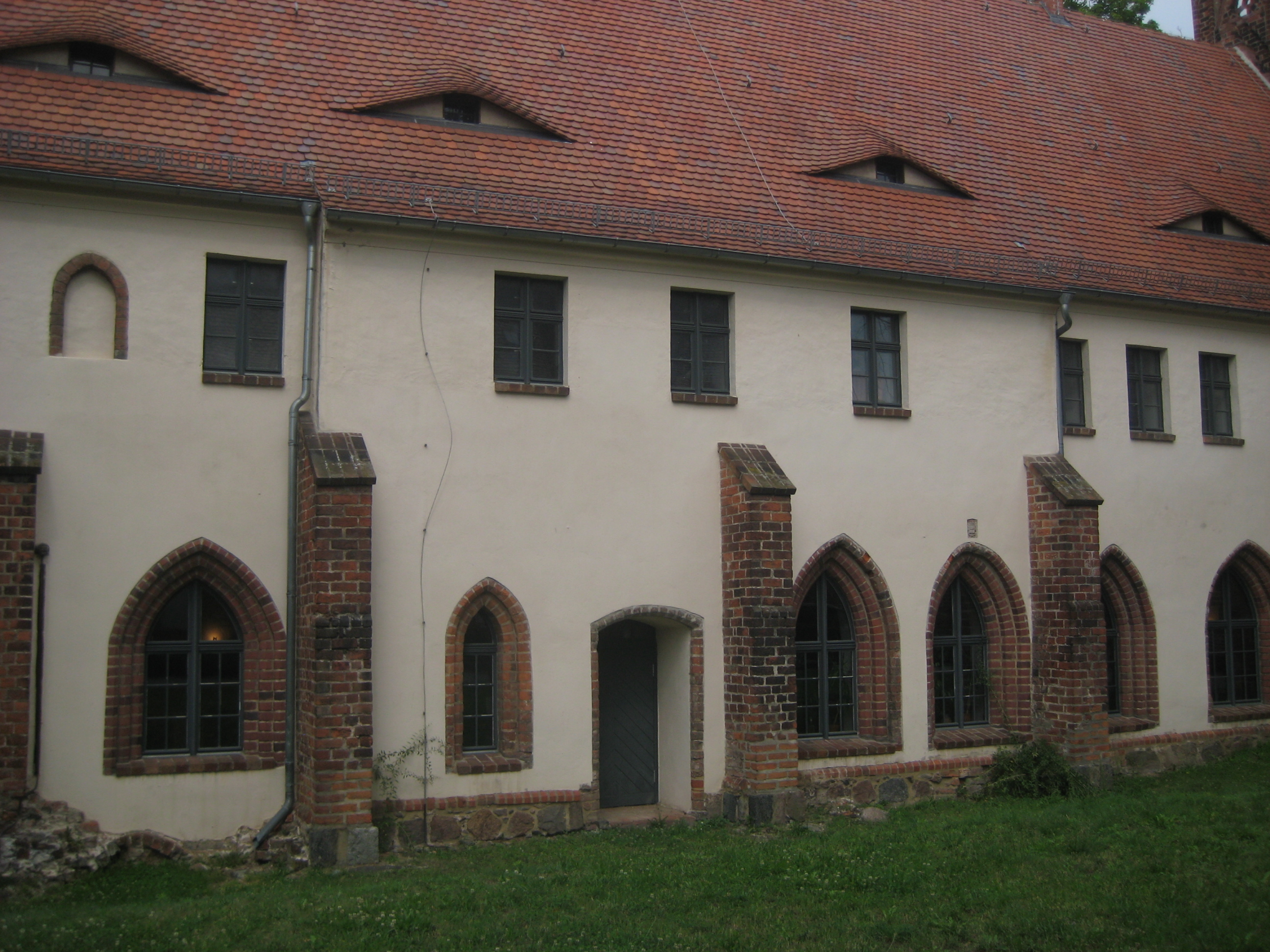
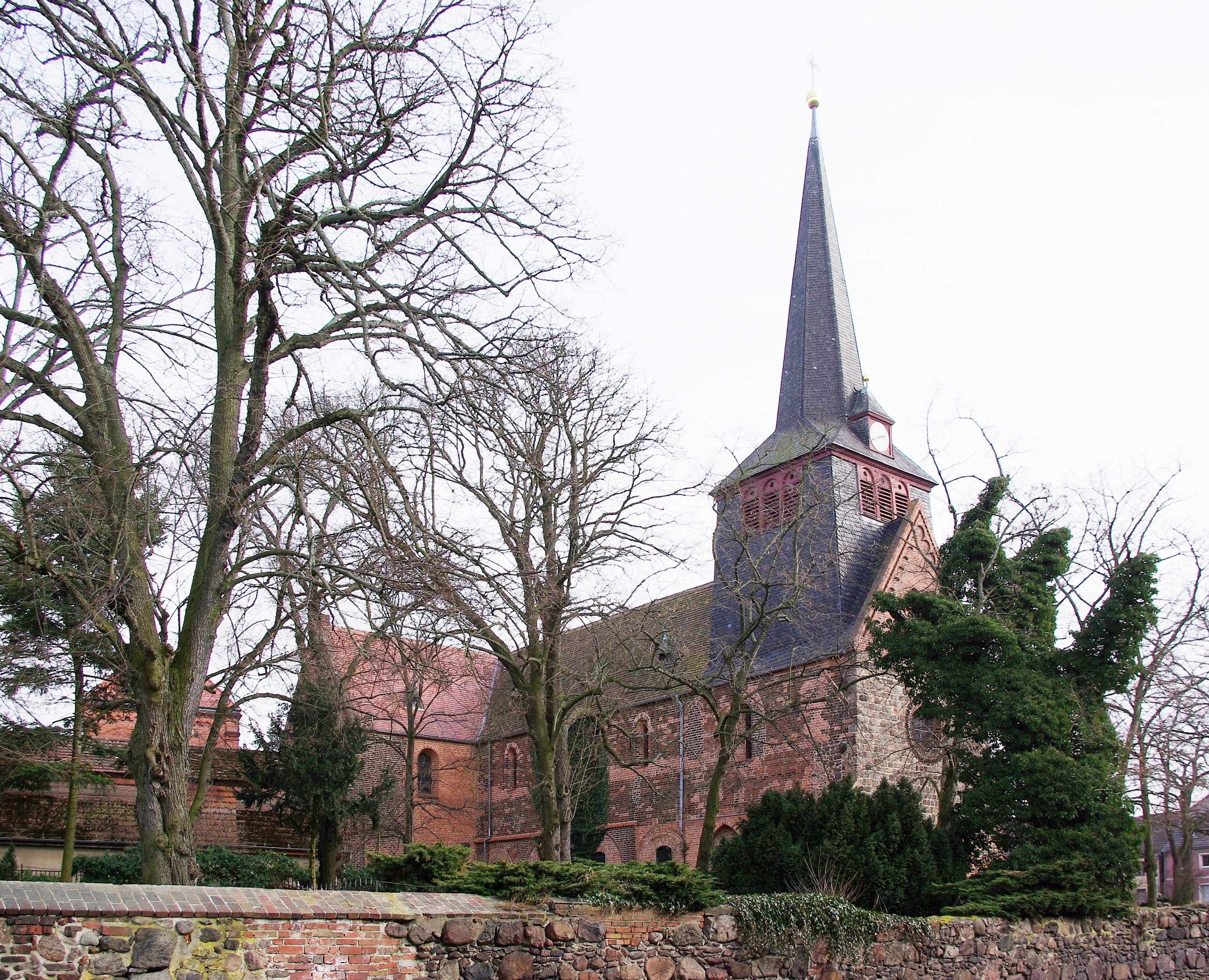
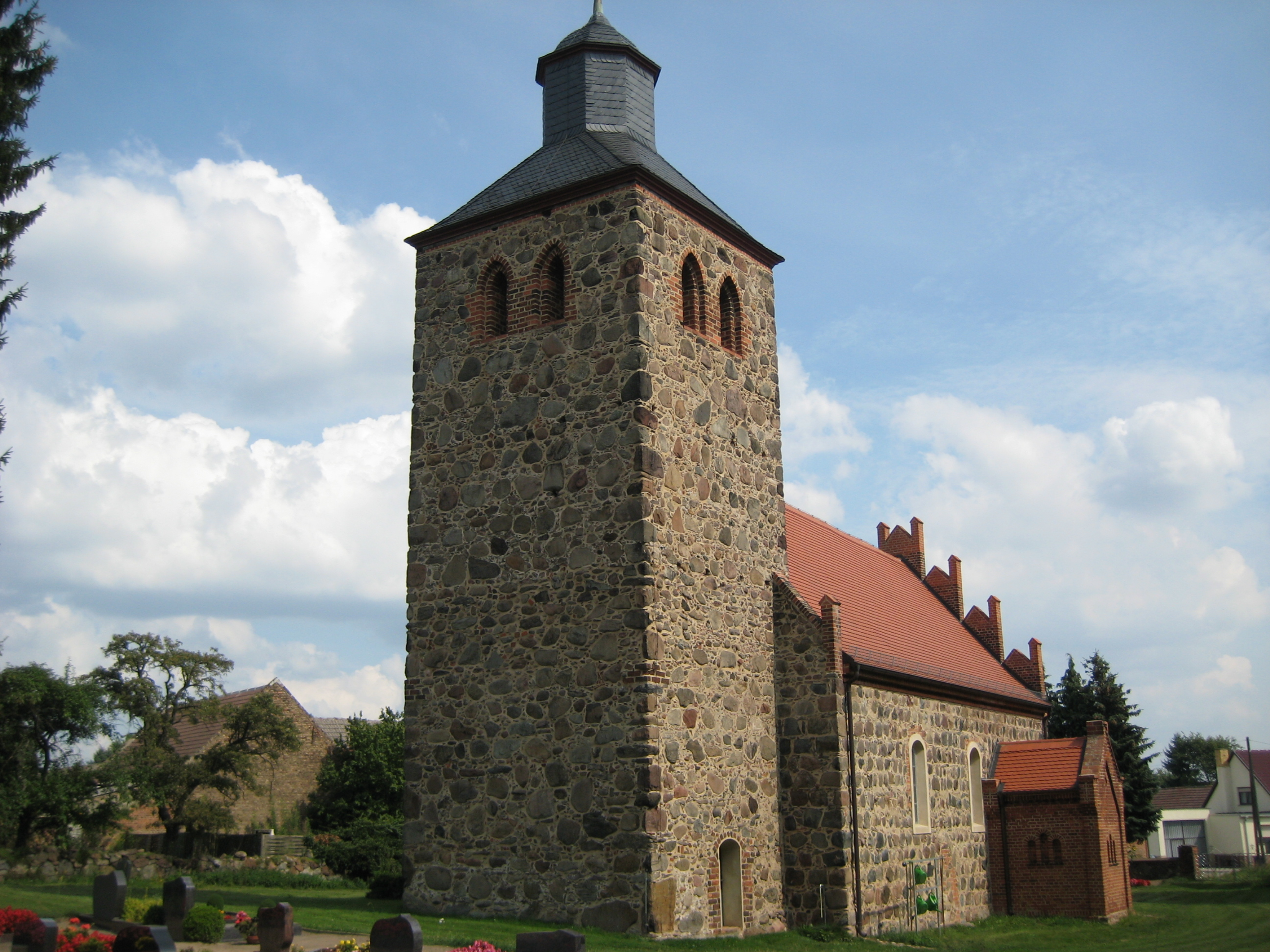
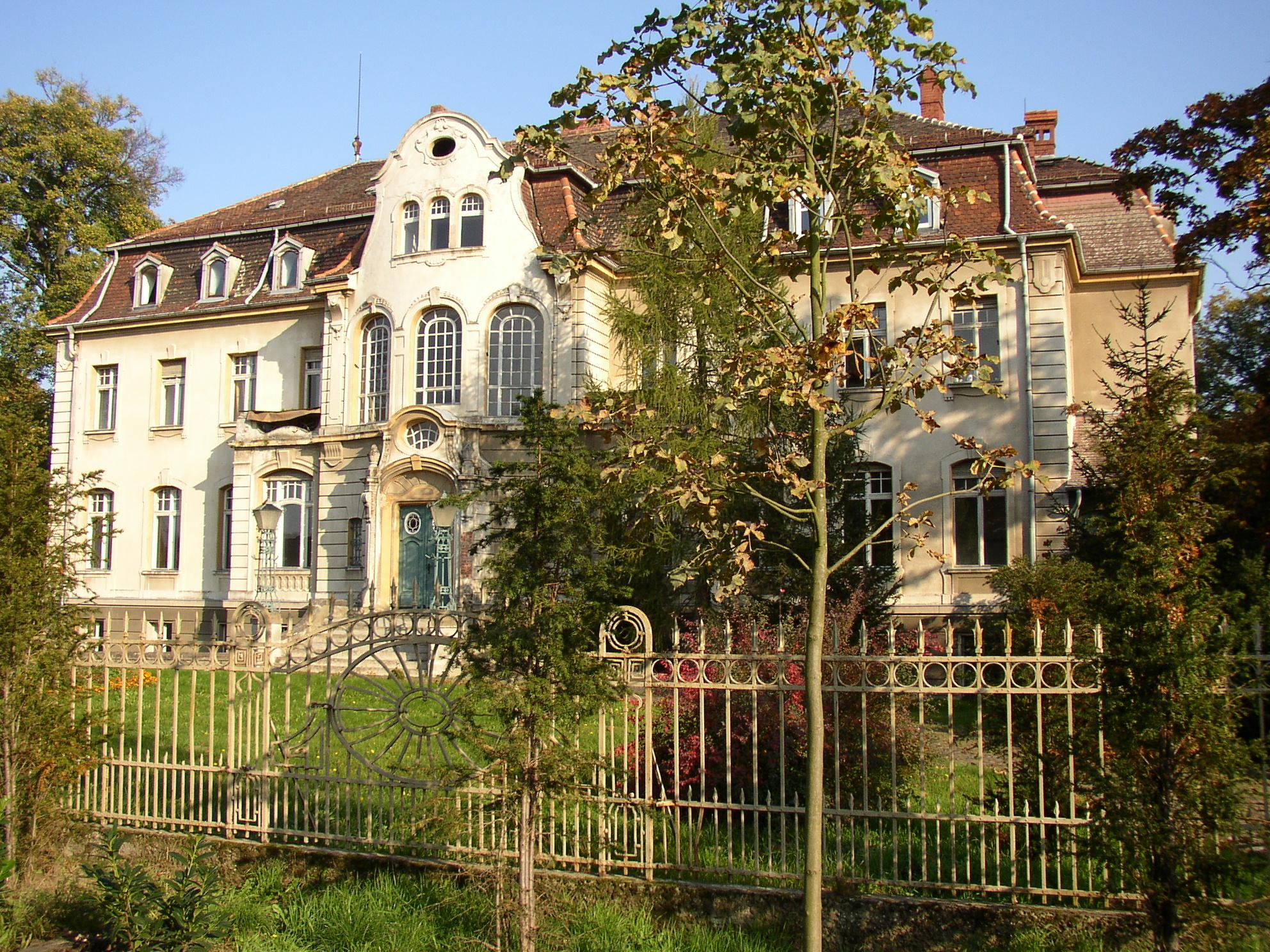
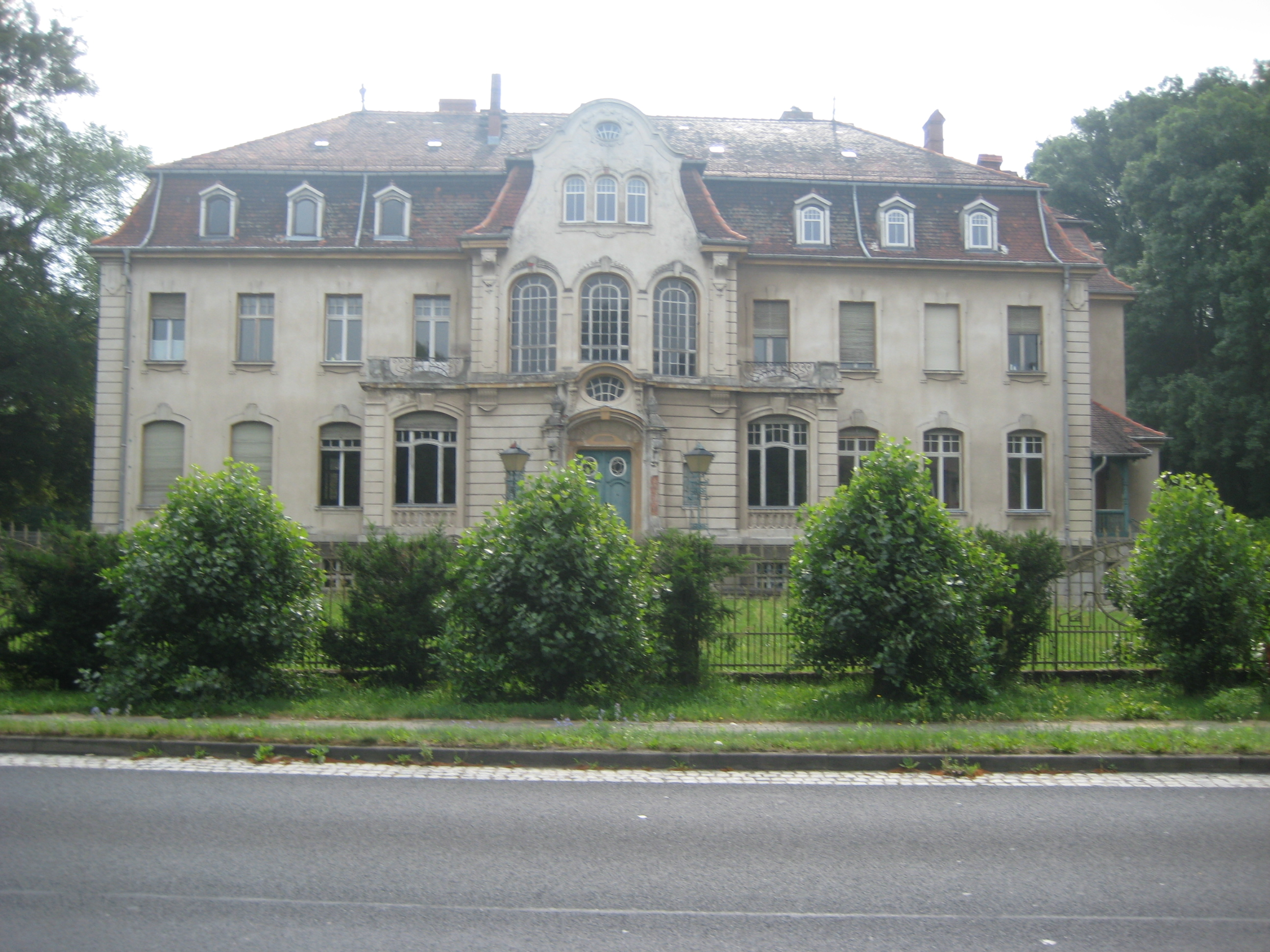
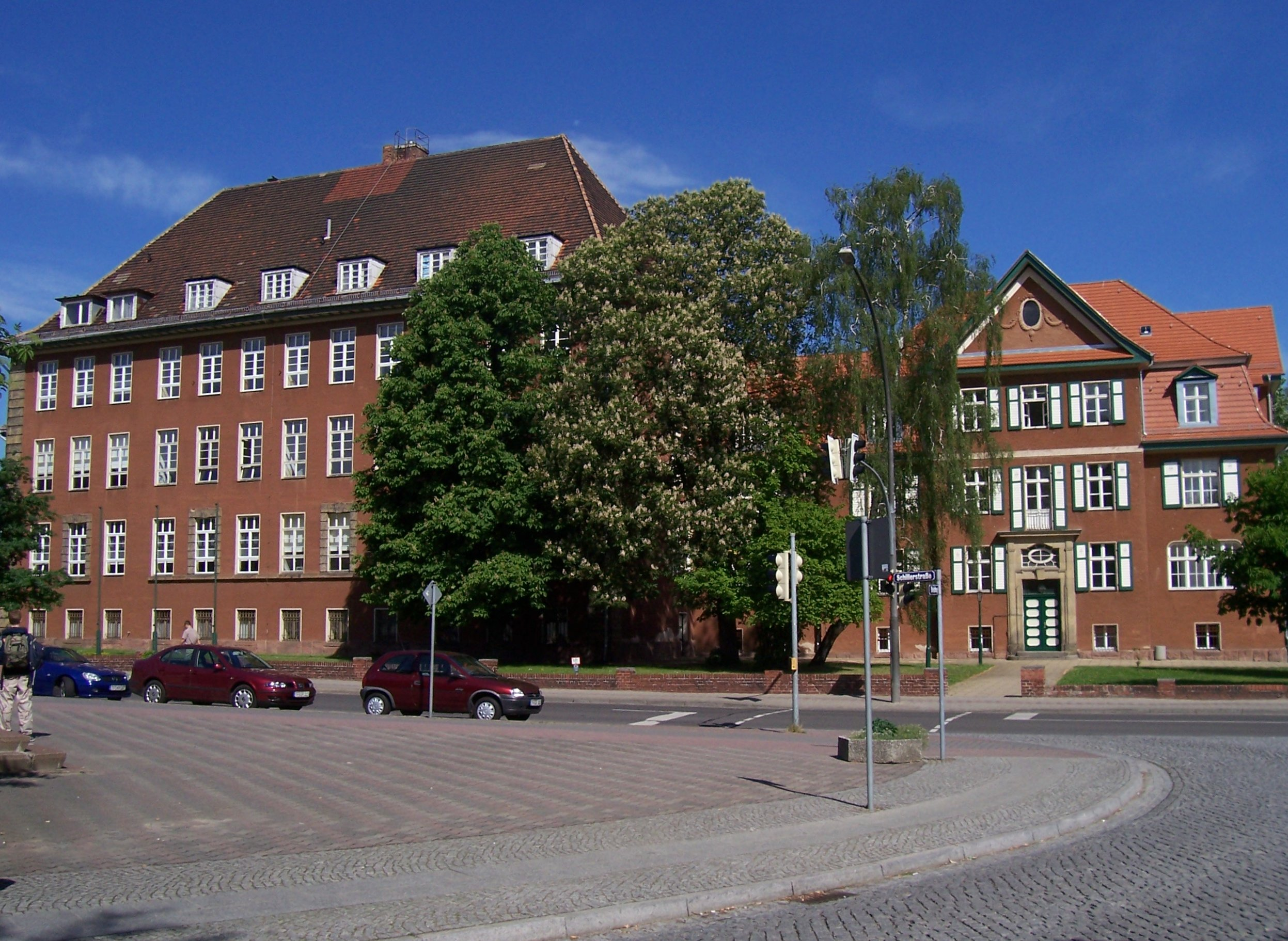
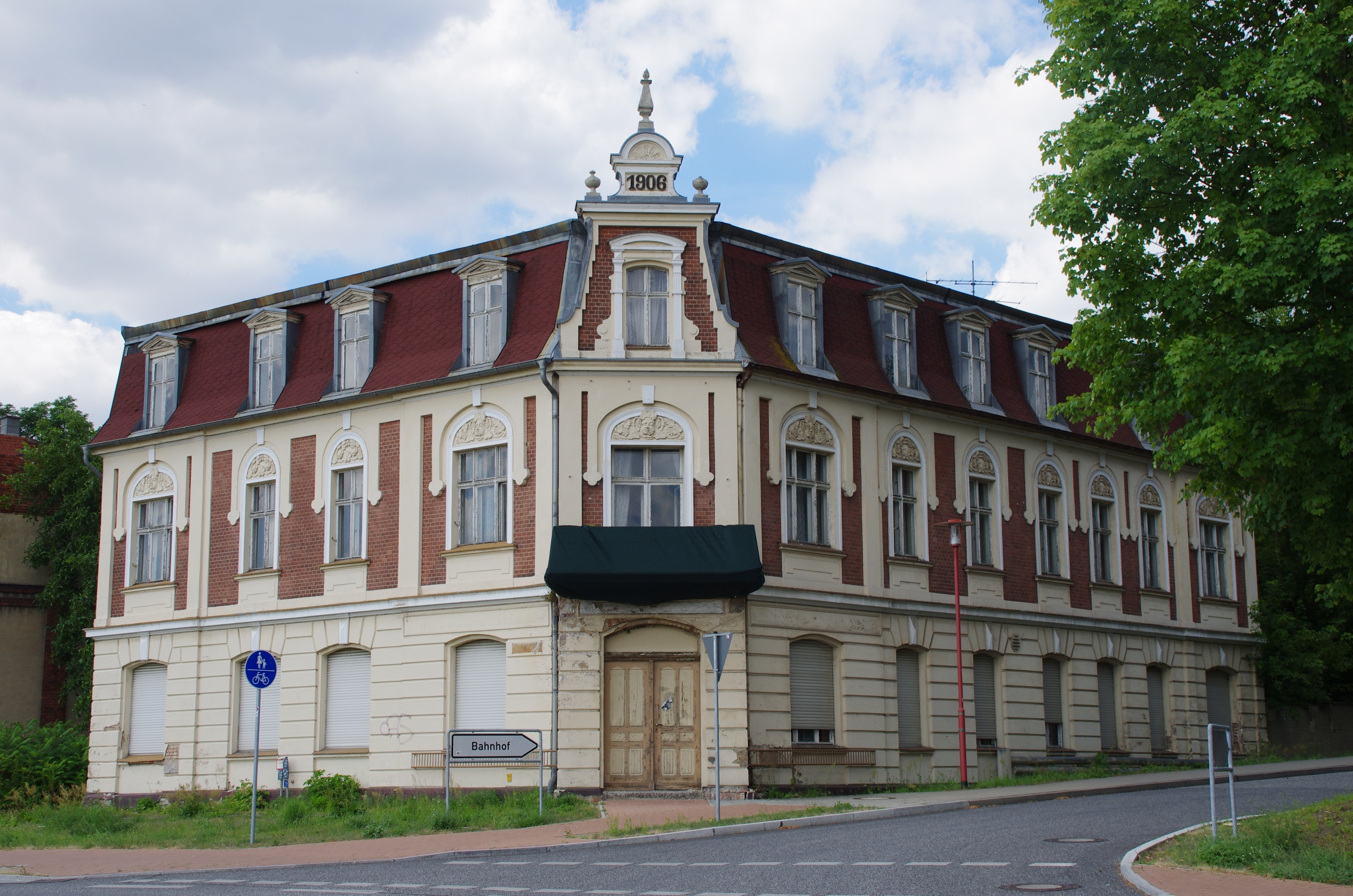
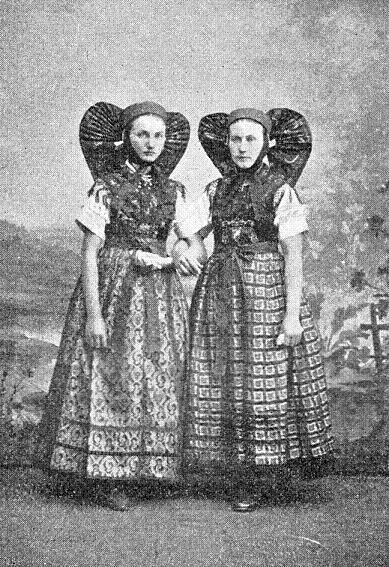

## Nevezetességek
- Egykori városfalak
- Marienkloster
- Városháza
- Zinna cisztercita kolostora
- Kolostortemplom
- Régi és új apátság épülete

## Népesség
A település népességének változása:
| Lakosok száma | 15 065 | 13 875 | 12 668 | 12 423 | 12 382 | 12 612 | 12 661 |
|               | 1990   | 2000   | 2010   | 2020   | 2021   | 2022   | 2023   |